# Carl Heinrich Theodor Knorr
Carl Heinrich Theodor Knorr (15 de mayo de 1800 en  Meerdorf, cerca de Brunswick - 20 de mayo de 1875 en Heilbronn) fue un empresario alemán, fundador de la empresa de alimentos y bebidas Knorr.

## Biografía
El padre de CH Knorr fue Johannes Christian Julius Knorr (1766–1832), quien trabajó como maestro y cantor. Su madre fue Johanna Dorothea Henriette Knorr, de soltera Rosenthal (1762–1845). Carl Heinrich Knorr aprendió una profesión comercial y se casó con Henriette Ziegenmeyer en Süpplingenburg en 1828 , con quien se mudó a Osterode am Harz. En 1829 nació su hija Henriette Caroline Juliane Emma Knorr (1829-1901). Sin embargo, su esposa murió en 1834. Como resultado, Knorr se mudó a Hanau con su hija y trabajó allí como empresario.
Un viaje de negocios lo llevó a Heilbronn, donde conoció a la hija del comerciante Amalie Henriette Caroline Seyffardt (1806-1867). El 24 de abril de 1838, Carl Heinrich Knorr y Caroline Seyffardt se casaron. De este matrimonio surgieron cinco hijos: Anna Knorr (1839-1875), que se casó con Carl Monninger de Londres en 1861, Olga Knorr (1840-1911), Ludwig Otto Knorr (1841-1842), Carl Heinrich Eduard Knorr (1843-1921) y Alfred Knorr (1846-1895). Los dos hijos Carl Heinrich Eduard y Alfred se unieron más tarde a la empresa de su padre.
También en 1838, Knorr recibió los derechos civiles de la ciudad de Heilbronn tras la presentación de certificados de honor y abrió una tienda de comestibles y comestibles en el centro de Heilbronn (hoy Kaiserstraße 7). Anunció la apertura del negocio con un anuncio con el siguiente texto en el diario Neckar-Zeitung:
“Apertura de negocio y recomendación. El hecho de que he abierto mi tienda de productos de especias hoy, no dejó de anunciarlo tanto al público local como al extranjero con el comentario de que será mi esfuerzo servir a todos lo mejor y más barato posible".
Heilbronn, D. 29 de agosto de 1838.
CH Knorr, en Kramstrasse al lado de Drei König".
También recibió "de la ciudad de Heilbronn el arrendamiento del "Schlachthaus-Beletage-Stock" por un período de cuatro años para la construcción de una planta de secado para Cichorie". Apenas dos años después devolvió el contrato de arrendamiento del primer piso del Fleischhaus . Caroline Seyffardt contribuyó con dos tercios del capital inicial de Knorr de 8.667 florines como dote. Con este capital, CH Knorr también fundó una fábrica de achicoria , en la que producía sucedáneos del café a partir de la raíz de la achicoria común (también conocida como achicoria ). Recibió la concesión para construir esta fábrica el 28 de septiembre de 1838. Este se construyó frente a la puerta del puente al oeste del Neckar, es decir, en el distrito de la estación actual de Heilbronn. Vendió el café de achicoria en Württemberg, así como a Baden, Baviera y Suiza. En 1855, Knorr vendió la fábrica, que había crecido hasta convertirse en la más grande de Heilbronn con 53 trabajadores, a August Closs , el hermano de su yerno Johann Friedrich Closs (casado con Emma Knorr, su hija de su primer matrimonio). En 1857, Knorr fundó una fábrica de telas con hilandería, acabado y batanes en Hefenweiler, la primera zona industrial de Heilbronn. Sin embargo, la entrada en el negocio textil no tuvo éxito, por lo que Knorr tuvo que cerrar esta fábrica nuevamente en 1858 debido a las deudas impagadas. Luego, Knorr fundó la empresa CH Knorr, negocio mayorista de arroz, cebada, sagú y productos locales en Sülmerstraße 37. Se desconoce la fecha exacta de fundación de esta empresa. En 1862, según el directorio de Heilbronner, Knorr era un agente en productos regionales , el negocio mayorista se menciona en 1868, pero probablemente existió algunos años antes. En 1872, la sede de la empresa se había trasladado a Inner Rosenbergstrasse 24 (hoy: cruce Rollwagstrasse/Wilhelmstrasse). Knorr comerciaba con productos agrícolas en todos los estados alemanes y en lugares tan lejanos como Hungría.
Después de que sus dos hijos, Carl y Alfred, se unieran a la empresa de su padre en 1866 y 1870, respectivamente, CH Knorr comenzó a producir alimentos además de comerciar con productos agrícolas. A principios de la década de 1870 comenzó a producir harina de legumbres (espelta verde, guisantes, alubias, lentejas), que comercializaba con la marca Bienenkorb . Además, comenzó la producción de mezclas a base de harina de legumbres, verduras secas y molidas y especias, es decir, una forma temprana de sopa preparada. Los hijos de Knorr conocieron la idea de esto en Francia y pasaron varios años experimentando con el secado y molido de verduras y hierbas en la fábrica de su padre.
Carl Heinrich Theodor Knorr murió el 20 de mayo de 1875. Fue enterrado en el Cementerio Viejo de Heilbronn. La tumba ya no se conserva. Después de su muerte, sus dos hijos continuaron juntos con la empresa y la expandieron hasta convertirse en una gran fábrica de sopas.